# Lawrenceville (Pittsburgh)
Lawrenceville est l'un des grands quartiers de Pittsburgh aux États-Unis. Il se trouve au nord-est du centre-ville au bord de la rivière. C'est un quartier au passé industriel. Il est divisé en trois secteurs : Upper Lawrenceville, Central Lawrenceville, et Lower Lawrenceville.
En 2019, le district historique de Lawrenceville qui comprend presque tout le quartier a été inscrit au Registre national des lieux historiques.

## Histoire
Lawrenceville est fondée en 1814 par William B. Foster, père du compositeur Stephen Foster, né ici en 1826. Ce quartier doit son nom au capitaine James Lawrence, héros de la guerre de 1812 fameux pour ses mots prononcés avant de mourir : « N'abandonnez pas le navire ! ». Lawrenceville abrite l'arsenal d'Allegheny, accessible grâce à sa proximité avec la rivière Allegheny. Lawrenceville est annexée à la ville de Pittsburgh en 1886. Une maison d'époque construite en rondins dans les années 1820 a survécu jusqu'en juillet 2011 au 184 38th Street.